# Mrowinko
Mrowinko (niem. Kl. Mierenstubben See) – jezioro w woj. lubuskim, w powiecie gorzowskim, w gminie Kłodawa, leżące na terenie Równiny Gorzowskiej. Jezioro położone jest w pobliżu Barlinecko-Gorzowskiego Parku Krajobrazowego.
Obecna nazwa została wprowadzona urzędowo 17 września 1949 roku. Państwowy rejestr nazw geograficznych jako nazwę oboczną podaje  Mrowinko Małe.
Według Mapy Podziału Hydrograficznego Polski leży na terenie zlewni siódmego poziomu Santoczna od jez. Mrowino do ujścia. Identyfikator MPHP to 1889869.

## Morfometria
Według danych Instytutu Rybactwa Śródlądowego powierzchnia zwierciadła wody jeziora wynosi 25,0 ha. Średnia głębokość zbiornika wodnego to 2,0 m, a maksymalna to 4,0 m. Lustro wody znajduje się na wysokości 57,9 m n.p.m. Objętość jeziora wynosi 500,0 tys. m³.

## Zagospodarowanie
Administratorem wód jeziora jest Regionalny Zarząd Gospodarki Wodnej w Poznaniu. Utworzył on obwód rybacki, który obejmuje wody jezior Chłop, Lubie, Chłopek, Mrowino, Mrowinko i jeziora Mokrego  (Obwód rybacki Jeziora Lubie na kanale Santoczna nr.2). Ekstensywną gospodarkę rybacką prowadzi na jeziorze Polski Związek Wędkarski Okręg w Gorzowie Wielkopolskim.